# 4号密西西比州州道

4号密西西比州州道（英語：Mississippi Highway 4，MS4）是美国密西西比州的一条东西走向的州道，全长232公里，西起密西西比河畔的蒂尼卡，东至蒂肖明戈縣丹尼斯接25号密西西比州州道（MS25）。